# Station Dercy-Froidmont
Station Dercy-Froidmont is een spoorwegstation in de Franse gemeente Dercy.